# Polnisch-Katholische Kirche
| Polnisch-Katholische Kirche | Polnisch-Katholische Kirche           |
| --------------------------- | ------------------------------------- |
|                             |                                       |
| Basisdaten                  |                                       |
| Fläche:                     | 312.678 km²                           |
| Mitgliedschaft:             | Utrechter Union                       |
| Leitender Bischof:          | Andrzej Gontarek                      |
| Diözesen:                   | Warschau Breslau Krakau-Tschenstochau |
| Priester:                   | 81                                    |
| Pfarreien:                  | 78 (82)                               |
| Altkatholiken:              | 19.035 (Stand: 2008)                  |
| Bistum Warschau             |                                       |
| Bischofssitz:               | Heilig-Geist-Kathedrale               |
| Bischof:                    | Andrzej Gontarek                      |
| Weihbischof:                | Henryk Dąbrowski                      |
| Generalvikar:               |                                       |
| Dekanate:                   | 5                                     |
| Priester:                   | 32                                    |
| Pfarreien:                  | 33                                    |
| Bistum Breslau              |                                       |
| Bischofssitz:               | St. Maria Magdalena                   |
| Bischof:                    | Stanisław Bosy                        |
| Dekanate:                   | 4                                     |
| Priester:                   | 24                                    |
| Pfarreien:                  | 20                                    |
| Bistum Krakau-Tschenstochau |                                       |
| Bischofssitz:               | Hl. Muttergottes, Königin der Apostel |
| Bischof:                    | Antoni Norman                         |
| Dekanate:                   | 4                                     |
| Priester:                   | 25                                    |
| Pfarreien:                  | 25                                    |
| Offizielle Website:         | www.polskokatolicki.pl                |

Die Polnisch-Katholische Kirche in der Republik Polen (Kościół Polskokatolicki w Rzeczypospolitej Polskiej) ist eine zur Utrechter Union altkatholischer Kirchen gehörende selbstständige katholische Kirche in Polen.

## Geschichte
Vor 1918 entstanden die ersten polnischsprachigen altkatholischen Gemeinden nach dem Recht Deutschlands und Österreichs, z. B. in Krakau. 1921 entstand die erste Pfarrgemeinde der Polish National Catholic Church (PNCC) in Polen in Bażanówka. Bis zum Jahr 1927 stieg diese Zahl auf 22 mit 50.000 Mitgliedern. Informell war die altkatholische sprachlich-gemischte Pfarrgemeinde in Katowice, bis 1920 der Alt-Katholischen Kirche in Deutschland, in Union mit der Kirche.
Die Polnisch-Katholische Kirche wurde 1951 von der PNCC unabhängig und wahrte die synodal-episkopale Ordnung. Die Polnisch-Katholische Kirche ist nach wie vor eine zur Utrechter Union altkatholischer Kirchen gehörende Kirche, während die amerikanische Mutterkirche 2003 aus der Union ausschied, weil sie die Frauenordination in den westeuropäischen Kirchen ablehnte.
Beide Kirchen stehen im Dialog mit der römisch-katholischen Kirche.
Während der Zeit des kommunistischen Regimes wechselten sich Phasen der Repression mit solchen der Förderung ab. Seit den 1990er Jahren ist die Polnisch-Katholische Kirche bemüht, ihre Rolle im kommunistischen Polen aufzuarbeiten und ihr Profil für die Zukunft in ökumenischer Offenheit zu schärfen. Nach dem Tod vom Bischof Wiktor Wysoczanski ist die Kirche unter dem neuen Vorsitz von Andrzej Gontarek zurück zu ihren Wurzeln gelangt.
Am 30. Juni 1995 wurde im Sejm ein Gesetz, das die Beziehungen zwischen dem polnischen Staat und der Polnisch-Katholischen Kirche regelt, bei drei Gegenstimmen und sieben Enthaltungen verabschiedet und anschließend im Senat einstimmig bestätigt. Somit gehört die Polnisch-Katholische Kirche zu den 17 Staatsvertragskirchen in Polen. Diese Rechtsform besteht nur in Polen und gewährt den Kirchen, ihren Orden und Gemeinden vollständige Autonomie.
Die Polnisch-Katholische Kirche ist in die drei Bistümer Warschau, Breslau und Krakau-Tschenstochau gegliedert. Breslau und Krakau-Tschenstochau waren bis 2023 längere Zeit vakant und wurden von Diözesanadministratoren verwaltet. Nach dem Tod des Bischofs von Warschau Wiktor Wysoczański im April 2023 war auch dieses Bistum vakant, bis am 13. Juni 2023 die Synode der Polnisch-Katholischen Kirche vier neue Bischöfe wählte. Die Bischöfe von Warschau tragen den Titel „Leitender Bischof“, analog zum „Prime-Bishop“ der PNCC. Die Polnisch-Katholische Kirche ist in 12 Dekanate und 83 Pfarrgemeinden untergliedert. Sie betreibt seit 2025 eine Polnisch-Katholische Mission in Hamburg. 
Die Polnisch-Katholische Kirche gehört dem Ökumenischen Rat der Kirchen und dem Polnischen Ökumenischen Rat an.

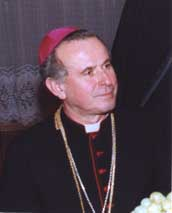
Leitender Bischof Wiktor Wysoczański († 2023)
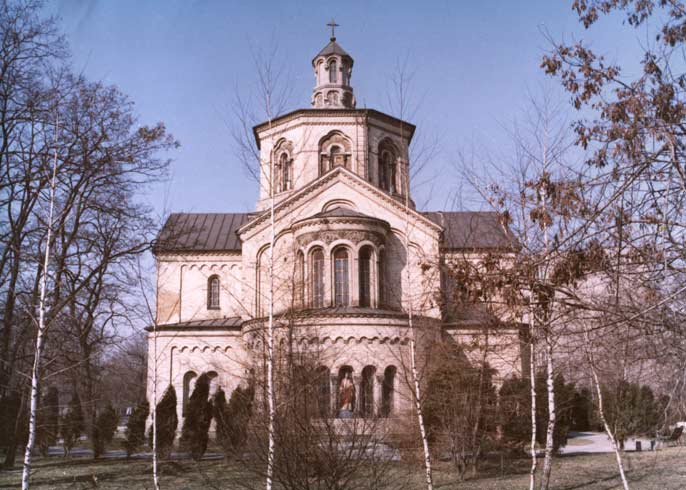
Heilig-Geist-Kathedrale Warschau
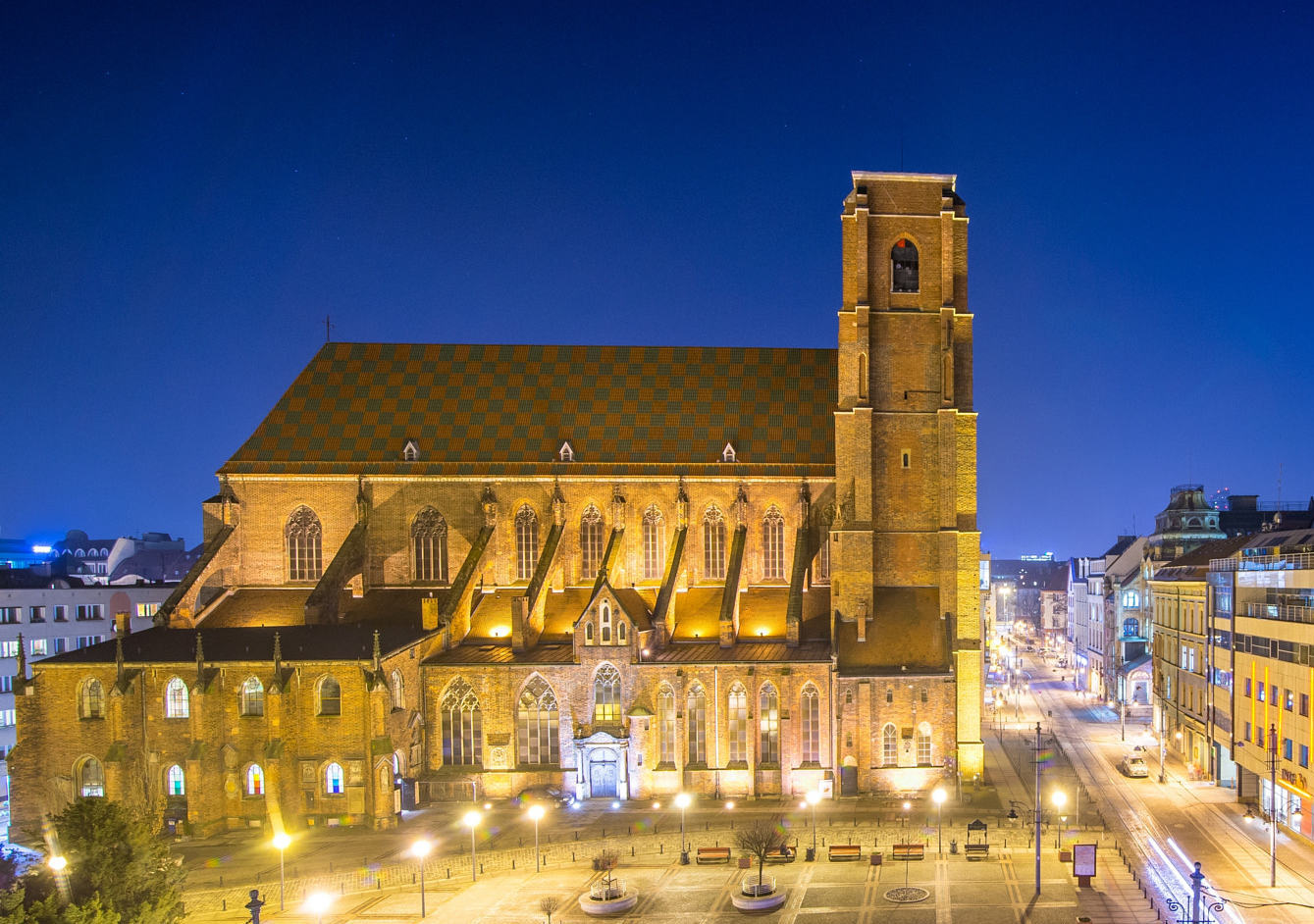
Kathedrale St. Maria Magdalena Breslau
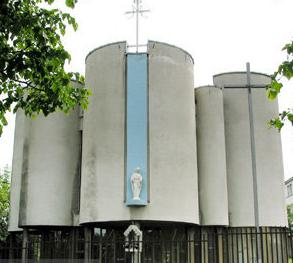
Kathedrale Hl. Muttergottes, Königin der Apostel Tschenstochau

## Leitende Bischöfe
- 1951–1957 Bischofkollegium
- 1957–1958 Bischof Julian Pękala (1904–1977)
- 1959–1965 Bischof Maksymilian Rode (1911–1999)
- 1965–1975 Bischof Julian Pękala (1904–1977)
- 1975–1994 Bischof Tadeusz Majewski (1926–2002)
- 1995–2023 Bischof Wiktor Wysoczański (1939–2023)
- seit 2023: Bischof Andrzej Gontarek